# Torkopptjärnen
Torkopptjärnen är en sjö i Tanums kommun i Bohuslän och ingår i Enningdalsälvens huvudavrinningsområde. Sjön är 5,5 meter djup, har en yta på 0,02 kvadratkilometer och befinner sig 139 meter över havet.